# 松葉博
松葉 博（まつば ひろ、1971年9月6日 - ）は、日本の漫画家。岡山県出身。女性。作品のジャンルは少年漫画から少女漫画まで幅広く、『天馬の風』『大正格闘浪漫 疾風の天』は天狗伝説をもとにした格闘漫画、『心に星の輝きを』シリーズは平安時代の宮中を舞台とする恋愛漫画、『ちぇんじ2!!』『Wチェンジ!!』は極道一家に生まれた娘の極道アクションラブコメである。
1995年に『青い風』で第1回エニックス21世紀マンガ大賞佳作。影響を受けた漫画家は高橋留美子だとのこと。

## 作品リスト

### ガンガンコミックス
- 天馬の風（全2巻）
- 大正格闘浪漫 疾風の天（全2巻）

### ガンガンWINGコミックス
- タクティクスオウガ（全4巻）

### ステンシルコミックス
- 心に星の輝きを（全2巻） - 第1巻にデビュー作『夢のくじら』収録

### ブレイドコミックス
- もっと☆心に星の輝きを（『月刊コミックブレイド』掲載、全8巻）
- 新装版 天馬の風（全2巻）
- 新装版 大正格闘浪漫疾風の天（全2巻）
- ちぇんじ2!!（『コミックブレイドMASAMUNE』掲載、全1巻）
- 新装版 心に星の輝きを（全2巻）
- Wチェンジ!!（『月刊コミックブレイド』掲載、全6巻） - 『ちぇんじ2!!』続編
- 奇跡のあとに…（『猫あんそろじー』収録）
- 心に星の輝きを〜朝露の章〜（全9話）[1]
- 続 心に星の輝きを（既刊1巻）[2]
- 新 心に星の輝きを（全2巻）

### アヴァルスコミックス
- 混沌の城（原作：夢枕獏、『月刊コミックブレイドアヴァルス』不定期連載、全3巻）

### マッグガーデンコミックスBeat'sシリーズ
- 愛 あなたでないといけない理由（全1巻）

### ハーレクインコミックス
- 白い結婚は忘れじの富豪と（原作：ナタリー・アンダーソン、全1巻）

### 読み切り
- 夢のくじら
- 疾風の天外伝 降魔覚醒
- 炎